# أنتوني بينيت
أنتوني بينيت مواليد 14 مارس 1993، هو لاعب كرة سلة كندي يلعب مع فريق مينيسيوتا تيمبر وولفز في الرابطة الوطنية لكرة السلة ويحمل الرقم 24. يبلغ طوله 6 قدم 8 بوصة (2.0 م).

## فرق لعب لها
- كليفلاند كافالييرز
- مينيسيوتا تيمبر وولفز

## روابط خارجية
- أنتوني بينيت على موقع الاتحاد الدولي لكرة السلة (الإنجليزية)
- أنتوني بينيت على موقع الدوري الأوروبي لكرة السلة (الإنجليزية)
- أنتوني بينيت على موقع إن بي أي (الإنجليزية)
- أنتوني بينيت على موقع الدوري التايواني الممتاز لكرة السلة (الصينية)
- أنتوني بينيت على موقع سبورتس رفرنس (الإنجليزية)
- أنتوني بينيت على موقع كرة السلة الأوروبية.كوم (الإنجليزية)
- أنتوني بينيت على موقع إي إس بي إن.كوم (الإنجليزية)
- أنتوني بينيت على موقع كلية كرة السلة في سبورتس رفرنس.كوم (الإنجليزية)
- أنتوني بينيت على موقع ريلجم (الإنجليزية)
- أنتوني بينيت على موقع بروبوليرز (الإنجليزية)